# ユリア・ハウケ
ユリア・ハウケ（Julia Hauke, 1825年11月12日 - 1895年9月19日）は、ポーランドの貴族女性で、ドイツのヘッセン大公子アレクサンダー・フォン・ヘッセン＝ダルムシュタットの妻。バッテンベルク家の始祖。

## 生涯
ヤン・マウリツィ・ハウケ伯爵とその妻ゾフィー・ラフォンテーヌの末娘として、ポーランド立憲王国のワルシャワで生まれた。父ハウケはドイツ系ポーランド人の軍人で、オーストリア・イタリア・ドイツの各地でナポレオン率いるフランス軍と戦い、半島戦争でも戦った。彼はのちロシア帝国軍に身を投じた。彼の能力を評価したロシア皇帝ニコライ1世により、彼は1829年にポーランド立憲王国の国防副大臣となり、伯爵となった。翌1830年に11月蜂起が起こり、ポーランドを治めていたコンスタンチン・パヴロヴィチ大公は逃げだそうとした。ハウケは大公をかばって路上で銃撃にあい、家族の眼前で絶命した。母ゾフィーは精神的ショックでしばらく後に亡くなったため、遺児たちの多くは皇帝が後見人となって引き取った。

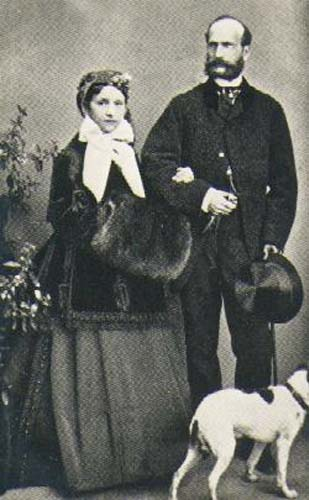
ユリアとアレクサンダー

成長したユリアは、皇太子アレクサンドル（のちのアレクサンドル2世）の妃マリアの女官となった。皇太子妃の兄として宮廷に出入りのできたアレクサンダーがユリアを見初めたが、皇太子の義理の兄である大公子と一女官の恋愛沙汰を皇帝は認めなかった。2人はサンクトペテルブルクから駆け落ちし、1851年10月28日にブレスラウ（現ヴロツワフ、当時プロイセン領シュレージエン）で結婚した。
ユリアの爵位は大公家とは釣り合いの取れないものであるため、二人の結婚は貴賤結婚と見なされた。アレクサンダーの兄ルートヴィヒ3世大公は1851年にユリアをバッテンベルク伯爵夫人（Gräfin von Battenberg）に叙し、1858年にはバッテンベルク侯爵夫人（Fürstin von Battenberg）に引き上げた。これによりユリアとアレクサンダーの子供たちは侯子侯女を名乗れることとなったが、依然ヘッセン＝ダルムシュタット家の庶流に留められ、大公位の継承権を与えられることはなかった。
1875年5月、ユリアはカトリックからルター派に改宗した。ユリアは、ハイリゲンベルク（ヘッセン南部ユーゲンハイム近郊）で亡くなった。

## 子供
- マリー・カロリーネ（1852年 - 1923年） - エアバッハ＝シェーンベルク伯（のち侯）グスタフ・エルンストと結婚
- ルートヴィヒ・アレクサンダー（1854年 - 1921年） - 初代ミルフォード＝ヘイヴン侯爵
- アレクサンダー・ヨーゼフ（1857年 - 1893年） - ブルガリア公
- ハインリヒ・モーリッツ（1858年 - 1896年） - イギリス王女ベアトリスと結婚
- フランツ・ヨーゼフ（1861年 - 1924年） - モンテネグロ王女アナと結婚